# محمد نیکبخت
محمد نیکبخت (زادهٔ ۱ شهریور ۱۳۵۶، گلپایگان) فعال سیاسی و کنشگر مدنی ایرانی است. او سابقهٔ بازداشت و محکومیت به دلیل اتهاماتی همچون «تبلیغ علیه نظام» و «شرکت در تجمعات غیرقانونی» را دارد. نیکبخت به‌همراه برادرانش در طی اعتراضات دی‌ماه ۱۳۹۶ به‌علت تجمع برای درخواست رفراندوم بازداشت و بعدتر به دو سال حبس تعزیری محکوم شد. او پیش از آن از سوی دادگاه انقلاب به تحمل هشت سال حبس تعزیری محکوم شده بود و از سال ۱۳۸۳ تا ۱۳۹۱ را در زندان اصفهان و تحت شکنجه‌های جسمی و روحی گذرانده بود. همچنین به گزارش مانیتورینگ حقوق بشر ایران، وی هدف یک سوءقصد نافرجام توسط وزارت اطلاعات قرار گرفته است.

## زندگی و فعالیت‌ها
محمد نیکبخت اهل گلپایگان است و به عنوان فعال مدنی و سیاسی در حوزهٔ حقوق بشر فعالیت داشته است. وی به دلیل اظهارنظرها و فعالیت‌های خود در فضای مجازی، از جمله مدیریت کانال تلگرامی «داد و بیداد»، مورد توجه نهادهای امنیتی جمهوری اسلامی قرار گرفت.
در اعتراضات دی‌ماه ۱۳۹۶، نیکبخت پس از شرکت در تجمع درخواست رفراندوم به همراه برادرانش، فضل‌الله و هادی نیکبخت، توسط نیروهای امنیتی و ضمن یورش به منازل آن‌ها بازداشت شد. گزارش‌ها حاکی از آن است که در جریان این بازداشت، مأموران با خشونت رفتار کرده و اعضای خانواده را مورد ضرب‌وشتم قرار داده‌اند.

## محکومیت و زندان
محمد نیکبخت که از سال ۱۳۸۳ برای حکم هشت سال حبس تعزیری در زندان اصفهان به‌سر می‌برد، در جریان حوادث پس از انتخابات در خرداد ۱۳۸۸ به بند الف-ط وزارت اطلاعات منتقل شد. به گزارش هرانا، او در طول مدت حبس در سلول‌های انفرادی، تحت بازجویی و شکنجه‌های جسمی و روحی بازجویان وزارت اطلاعات قرار داشت. از جمله شکنجه هایی که علیه او بکار برده شد آویزان‌کردن برای مدت طولانی، شکنجه با کابل و شلنگ‌های آب، و بستن به میله فلزی بود.
پس از دستگیری در سال ۱۳۹۶، نیکبخت به همراه برادرانش، فضل‌الله و هادی، به اتهام «تبلیغ علیه نظام»، «توهین به بنیان‌گذار جمهوری اسلامی و رهبری» و «شرکت در تجمعات غیرقانونی» در دادگاه انقلاب محکوم شد. حکم جدید او شامل دو سال حبس تعزیری بود.

## تهدیدها و سوءقصد نافرجام

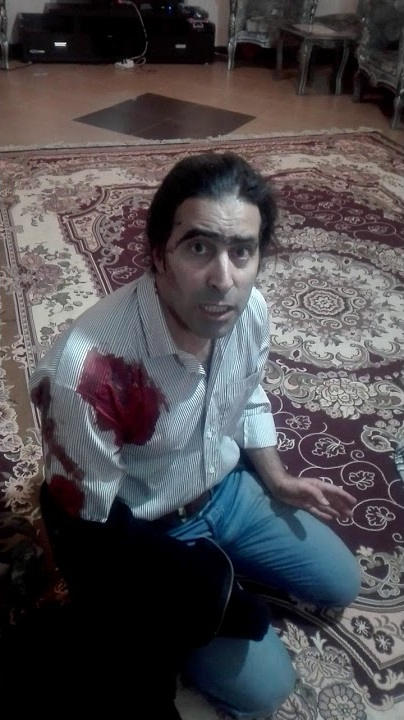
محمد نیکبخت ساعتی پس از ترور نافرجام با اصابت سه گلوله

در خرداد ۱۳۹۶، نیکبخت در نامه‌ای اعلام کرد که خانواده‌اش توسط مأموران وزارت اطلاعات تهدید و احضار شده‌اند تا از حمایت او دست بردارند. او این تهدیدها را در راستای سیاست‌های سرکوبگرانهٔ حکومت دانسته و تأکید کرده بود که به فعالیت‌های خود ادامه خواهد داد.
همچنین، در ویدئویی که از سوی برخی رسانه‌ها منتشر شده، نیکبخت از تلاش نافرجام وزارت اطلاعات برای ترور وی با شلیک گلوله خبر داده است.